# Ignazio Visconti

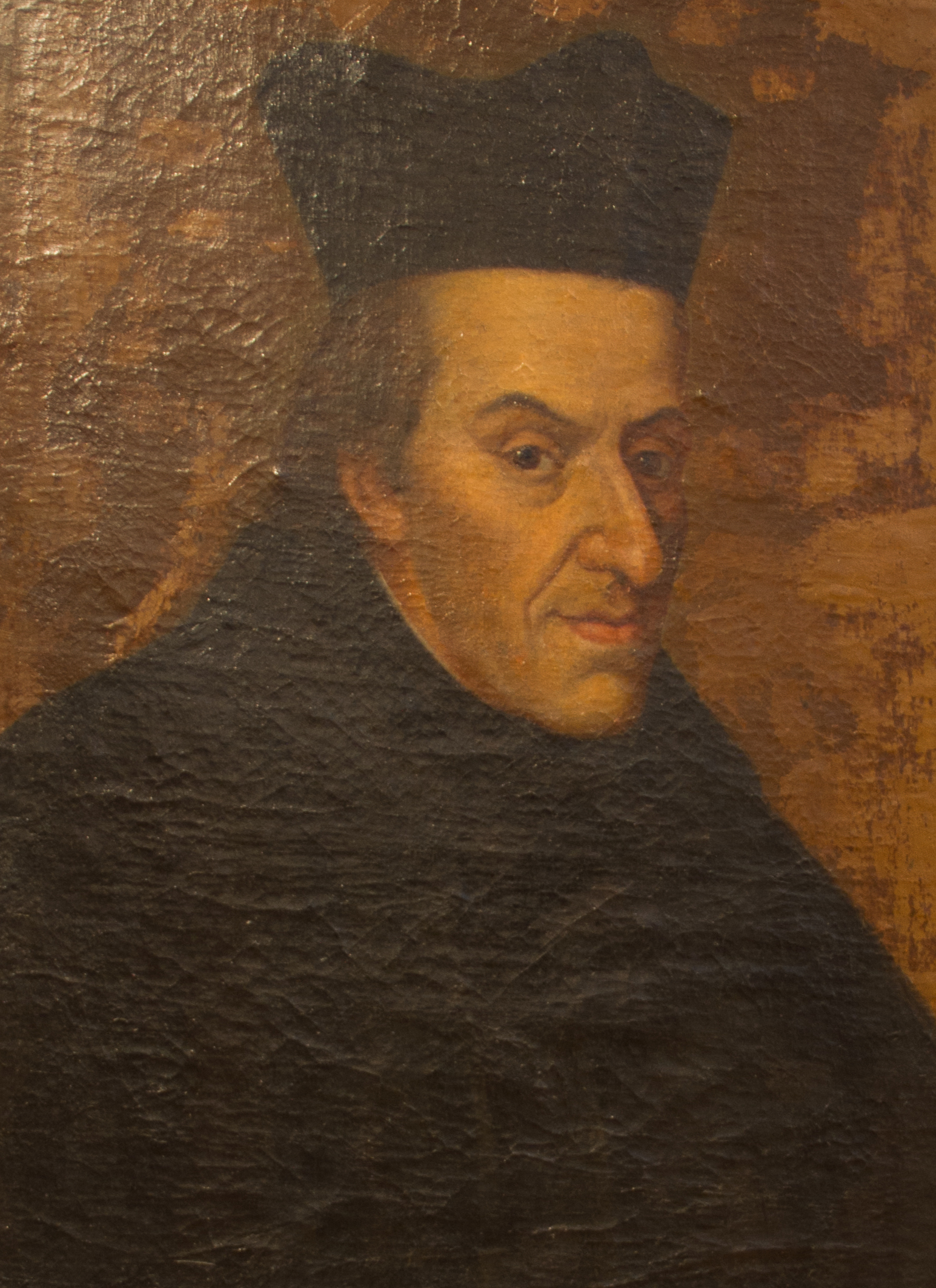
Ignazio Visconti, S.I.

Stemma di famiglia

Ignazio Visconti (Milano, 31 luglio 1682 – Roma, 4 maggio 1755) è stato un gesuita italiano, XVI Preposito Generale dell'ordine (1751 -1755).

## Formazione e primi anni della carriera
Studente della scuola gesuita di Parma, Visconti entrò nella Compagnia di Gesù nel 1702, contrariamente al volere della propria famiglia. Dopo ci fu l'iter della formazione spirituale e filo-teologica. Visconti fu professore di lettere per 20 anni, e professore di Filosofia a Milano. Durante il suo ministero spirituale egli dedicò una speciale attenzione al consolidamento delle Congregazioni di Maria (oggi conosciute come Comunità di vita Cristiana). Per tre anni (1732-1735) egli fu Superiore Provinciale dei gesuiti di Milano. Nel 1737 fu chiamato a Roma come Assistente di Franz Retz, Superiore Generale, per gli affari italiani della Compagnia.

## Superiore Generale
Durante la diciassettesima Congregazione generale (1751), chiamata dopo la morte di Franz Retz, Visconti fu eletto Superiore Generale della Compagnia di Gesù al primo scrutinio. Egli ereditò dal suo predecessore il complesso problema derivante dal cosiddetto Trattato dei confini (Madrid, 1750) sui nuovi confini coloniali tra Spagna e Portogallo che stava sconvolgendo in modo serio le Riduzioni gesuite dell'Paraguay in Sud-America. Il trattato era stato redatto senza considerazione per la popolazione Guarani che si sarebbero ritrovati su entrambi i lati del nuovo confine. Le proteste dei Gesuiti locali furono inutili; essi sapevano che la politica anticlericale  (ed in particolar modo anti-gesuita), del governo portoghese (sotto Pombal) avrebbe portato presto la loro espulsione dalle Riduzioni passate sotto il controllo portoghese. Sparsasi la voce che i gesuiti si stavano rifiutando di lasciare il popolo Guarani al proprio destino, Visconti si decise a inviare un delegato, Luis De Altamirano (spagnolo), con una severa lettera (21 luglio 1751) nella quale si ordinava loro di obbedire e di lasciare le sette Riduzioni (cfr. il film: Mission). È probabile che Visconti, da appena un mese in ufficio, abbia scritto questa lettera senza avere una approfondita cognizione della situazione che c'era nel campo.
Fu anche durante il suo mandato di Generale che accuse di coinvolgimenti in operazioni commerciali, furono fatte prima contro Antoine de Lavalette, un gesuita francese, che era stato richiamato dalla Martinica nel 1753 per giustificare la sua condotta. Poco prima di morire, Padre Visconti, gli permise di tornare alla sua missione, con l'ordine di non riprendere attività di commercio. Questo Lavalette finse di non conoscere, e più tardi, quando diverse navi furono catturate dai pirati mentre facevano ritorno in Europa, la sua società di commercio fece fallimento. Lo scandalo, ed il rifiuto dei gesuiti francesi di accettare responsabilità finanziarie, fornì l'occasione ai nemici della Compagnia di Gesù in Francia, di intraprendere una guerra che terminò solo con l'espulsione dei Gesuiti dalla Francia. Aggiuntasi agli altri problemi provenienti da Portogallo e Spagna, questa situazione non fece che aumentare le pressioni sul Papa di sopprimere la Compagnia nel mondo intero.